# Isothecium intortum
Isothecium intortum là một loài rêu trong họ Brachytheciaceae. Loài này được P. Beauv. Brid. mô tả khoa học đầu tiên năm 1827.